# 大埨镇
大镇是中华人民共和国江苏省泰州市姜堰区下辖的一个镇。

## 行政区划
大埨镇下辖以下村级行政区划单位：
大埨社区、运粮社区、大埨村、麻墩村、响堂村、茆戚村、申扬村、塔子村、缪埭村、桥东村、朱宣村、太平村、顾野村、运粮村、东徐村、兴驰村、卫星村和土山村。